# Mimesthes karooensis
Mimesthes karooensis là một loài bọ cánh cứng trong họ Meloidae. Loài này được Bologna miêu tả khoa học năm 2000.